# Dubai Tennis Championships 2015
Dubai Tennis Championships 2015 byl společný tenisový turnaj mužského okruhu ATP World Tour a ženského okruhu WTA Tour, hraný v areálu Aviation Club Tennis Centre na otevřených dvorcích s tvrdým povrchem. Dějiště turnaje představovala Dubaj, metropole stejnojmenného emirátu ve Spojených arabských emirátec. Jednalo se o 23. ročník mužského a 15. ročník ženského turnaje.
Ženská část se konala mezi 15. až 21. únorem a řadila se do kategorie WTA Premier 5. Její celková dotace činila 2 513 000 miliony amerických dolarů. Muži soutěžili ve dnech 23. až 28. února v rámci kategorie ATP World Tour 500. Dotace pro tuto polovinu dosáhla částky 2 503 810 amerických dolarů.
Nejvýše nasazenými v singlových soutěžích se stali světová jednička Novak Djoković ze Srbska a třetí hráčka světové klasifikace Simona Halepová z Rumunska.
Do prvního kariérního finále v úrovni Premier 5 se probojovala Karolína Plíšková, jež v něm podlehla Halepové. Ta získala desátý kariérní titul a po týdnu se vrátila na třetí místo. Češka postoupila v následné pondělní aktualizaci žebříčku WTA na 13. pozici, své kariérní maximum. Tento výkon komentovala slovy: „Pořád si to sama neumím představit, že jsem dvanáctá na žebříčku.“ (původní zdroje uváděly místo třinácté příčky dvanáctou pozici) Ženskou čtyřhru ovládla maďarsko-francouzská dvojice Tímea Babosová a Kristina Mladenovicová.
Sedmý dubajský titul si připsal druhý hráč světa Roger Federer, který v průběhu turnaje překonal hranici devíti tisíc es. Po skončení jich držel 9 007, čímž se zařadil po bok tří tenistů, jimž se tento výkon povedl – Gorana Ivaniševiče (10 183 es), Iva Karloviče (9 375) a Andyho Roddicka (9 074). Nejvyššího počtu es v duelu na dva vítězné sety dosáhl Švýcar dosáhl na květnovém Madrid Masters 2011 proti Felicianu Lópezovi, když jich nastřílel dvacet pět. K roku 2015 držel také rekord nejvíce es v grandslamovém finále, když jich ve finále Wimbledonu 2009 zahrál padesát. V mužské čtyřhře zvítězil podruhé v řadě indický hráč Rohan Bopanna, tentokrát v páru s Kanaďanem Danielem Nestorem.

## Rozdělení bodů a finančních odměn

### Rozdělení bodů
| Soutěž       | vítězové | finalisté | semifinalisté | čtvrtfinalisté | 16 v kole | 32 v kole | 64 v kole | Q  | Q2 | Q1 |
| ------------ | -------- | --------- | ------------- | -------------- | --------- | --------- | --------- | -- | -- | -- |
| dvouhra mužů | 500      | 300       | 180           | 90             | 45        | 0         | —         | 20 | 10 | 0  |
| čtyřhra mužů | 500      | 300       | 180           | 90             | 45        | —         | —         | 20 | 0  | 0  |
| dvouhra žen  | 900      | 585       | 350           | 190            | 105       | 60        | 1         | 30 | 20 | 1  |
| čtyřhra žen  | 900      | 585       | 350           | 190            | 105       | 1         | —         | —  | —  | —  |

### Finanční odměny
| Soutěž                              | vítězové | finalisté | semifinalisté | čtvrtfinalisté | 16 v kole | 32 v kole | 64 v kole | Q2     | Q1     |
| ----------------------------------- | -------- | --------- | ------------- | -------------- | --------- | --------- | --------- | ------ | ------ |
| dvouhra mužů                        | $505 000 | $227 640  | $107 830      | $52 030        | $26 530   | $14 590   | —         | $910   |        |
| čtyřhra mužů                        | $149 170 | $67 300   | $31 730       | $15 340        | $7 870    | —         | —         |        |        |
| dvouhra žen                         | $456 000 | $227 860  | $113 850      | $52 430        | $26 000   | $13 340   | $7 474    | $3 820 | $1 965 |
| čtyřhra žen                         | $130 300 | $65 920   | $32 740       | $16 420        | $8 290    | $4 115    | —         | —      | —      |
| částka ve čtyřhře je uvedena na pár |          |           |               |                |           |           |           |        |        |

## Dvouhra mužů

### Nasazení
| Stát                          | Hráč                  | ATP | Nasazení |
| ----------------------------- | --------------------- | --- | -------- |
| Srbsko                        | Novak Djoković        | 1.  | 1.       |
| Švýcarsko                     | Roger Federer         | 2.  | 2.       |
| Spojené království            | Andy Murray           | 4.  | 3.       |
| Česko                         | Tomáš Berdych         | 8   | 4        |
| Lotyšsko                      | Ernests Gulbis        | 13. | 5.       |
| Španělsko                     | Feliciano López       | 14. | 6.       |
| Španělsko                     | Roberto Bautista Agut | 16. | 7.       |
| Belgie                        | David Goffin          | 20. | 8.       |
| Žebříček ATP k 16. únoru 2015 |                       |     |          |

### Jiné formy účasti
Následující hráčí obdrželi divokou kartu do hlavní soutěže:
- Marcos Baghdatis
- James McGee
- Alexander Zverev

Následující hráči postoupili z kvalifikace:
- Marsel İlhan
- Fabrice Martin
- Lucas Pouille
- James Ward
  -  Borna Ćorić – jako tzv. šťastný poražený

### Odhlášení
před zahájením turnaje
- Nick Kyrgios (zádové poranění) → nahradil jej Serhij Stachovskyj
- Philipp Kohlschreiber (nemoc) → nahradil jej Borna Ćorić

## Mužská čtyřhra

### Nasazení
| Stát                                                                                   | Hráč              | Stát     | Hráč                   | ATP | Nasazení |
| -------------------------------------------------------------------------------------- | ----------------- | -------- | ---------------------- | --- | -------- |
| USA                                                                                    | Bob Bryan         | USA      | Mike Bryan             | 2.  | 1.       |
| Nizozemsko                                                                             | Jean-Julien Rojer | Rumunsko | Horia Tecău            | 20. | 2.       |
| Kanada                                                                                 | Vasek Pospisil    | Francie  | Édouard Roger-Vasselin | 22. | 3.       |
| Indie                                                                                  | Rohan Bopanna     | Kanada   | Daniel Nestor          | 30. | 4.       |
| Žebříček ATP k 16. únoru 2015; číslo je součtem žebříčkového postavení obou členů páru |                   |          |                        |     |          |

### Jiné formy účasti
Následující dvojice obdržely divokou kartu do hlavní soutěže:
- Laslo Djere /  Novak Djoković
- Roger Federer /  Michael Lammer

Následující dvojice postoupily z kvalifikace:
- Jamie Murray /  John Peers
  -  Andrej Golubjev /  Denis Istomin – jako tzv. šťastní poražení

### Odhlášení
před zahájením turnaje
- Philipp Kohlschreiber (nemoc)

#### Skrečování
- Marcos Baghdatis
- Richard Gasquet

## Ženská dvouhra

### Nasazení
| Stát                         | Hráčka                    | WTA1) | Nasazení |
| ---------------------------- | ------------------------- | ----- | -------- |
| Rumunsko                     | Simona Halepová           | 3.    | 1.       |
| Česko                        | Petra Kvitová             | 4.    | 2.       |
| Dánsko                       | Caroline Wozniacká        | 5.    | 3.       |
| Srbsko                       | Ana Ivanovićová           | 6.    | 4.       |
| Polsko                       | Agnieszka Radwańská       | 8.    | 5.       |
| Rusko                        | Jekatěrina Makarovová     | 9.    | 6.       |
| Německo                      | Angelique Kerberová       | 10.   | 7.       |
| USA                          | Venus Williamsová         | 11.   | 8.       |
| Německo                      | Andrea Petkovicová        | 12.   | 9.       |
| Itálie                       | Flavia Pennettaová        | 14.   | 10.      |
| Česko                        | Lucie Šafářová            | 15.   | 11.      |
| Srbsko                       | Jelena Jankovićová        | 16.   | 12.      |
| Španělsko                    | Carla Suárezová Navarrová | 17.   | 13.      |
| Francie                      | Alizé Cornetová           | 19.   | 15.      |
| Čína                         | Pcheng Šuaj               | 21.   | 16.      |
| Česko                        | Karolína Plíšková         | 22.   | 17.      |
| Žebříček WTA k 9. únoru 2015 |                           |       |          |

### Jiné formy účasti
Následující hráčky obdržely divokou kartu do hlavní soutěže:
- Eugenie Bouchardová
- Çağla Büyükakçay
- Casey Dellacquová
- Daniela Hantuchová
- Flavia Pennettaová

Následující hráčky postoupily z kvalifikace:
- Tímea Babosová
- Julia Bejgelzimerová
- Gabriela Dabrowská
- Jarmila Gajdošová
- Kateryna Kozlovová
- Mirjana Lučićová Baroniová
- Arina Rodionovová
- Wang Čchiang
  -  Julia Görgesová – jako šťastná poražená
  -  Kateřina Siniaková – jako šťastná poražená
  -  Jelena Vesninová – jako šťastná poražená

#### Odhlášení
před zahájením turnaje
- Eugenie Bouchardová (poranění paže) → nahradila ji Kateřina Siniaková
- Dominika Cibulková → nahradila ji Jelena Vesninová
- Varvara Lepčenková → nahradila ji Mónica Puigová
- Serena Williamsová (nemoc) → nahradila ji Julia Görgesová

#### Skrečování
- Kaia Kanepiová
- Coco Vandewegheová

## Ženská čtyřhra

### Nasazení
| Stát                                                                                  | Hráčka                  | Stát      | Hráčka                    | WTA | Nasazení |
| ------------------------------------------------------------------------------------- | ----------------------- | --------- | ------------------------- | --- | -------- |
| Čínská Tchaj-pej                                                                      | Sie Šu-wej              | Indie     | Sania Mirzaová            | 11. | 1.       |
| Rusko                                                                                 | Jekatěrina Makarovová   | Rusko     | Jelena Vesninová          | 16. | 2.       |
| Švýcarsko                                                                             | Martina Hingisová       | Itálie    | Flavia Pennettaová        | 17. | 3.       |
| Čína                                                                                  | Pcheng Šuaj             | Česko     | Květa Peschkeová          | 20. | 4.       |
| USA                                                                                   | Raquel Kopsová-Jonesová | USA       | Abigail Spearsová         | 22. | 5.       |
| Španělsko                                                                             | Garbiñe Muguruzaová     | Španělsko | Carla Suárezová Navarrová | 29. | 6.       |
| Francie                                                                               | Caroline Garciaová      | Slovinsko | Katarina Srebotniková     | 43. | 7.       |
| Maďarsko                                                                              | Tímea Babosová          | Francie   | Kristina Mladenovicová    | 44. | 8.       |
| Žebříček WTA k 9. únoru 2015; číslo je součtem žebříčkového postavení obou členů páru |                         |           |                           |     |          |

### Jiné formy účasti
Následující páry obdržely divokou kartu do hlavní soutěže:
- Fatma Al-Nabhaniová /  Mona Barthelová

Následující pár nastoupil do hlavní soutěže z pozice náhradníka:
- Aleksandrina Najdenovová /  Jevgenija Rodinová

#### Odhlášení
před zahájením turnaje
- Karin Knappová (nemoc)

## Přehled finále

### Mužská dvouhra
- Roger Federer vs.  Novak Djoković, 6–3, 7–5

### Ženská dvouhra
- Simona Halepová vs.  Karolína Plíšková, 6–4, 7–6(7–4)

### Mužská čtyřhra
- Rohan Bopanna /  Daniel Nestor vs.  Ajsám Kúreší /  Nenad Zimonjić, 6–4, 6–1

### Ženská čtyřhra
- Tímea Babosová /  Kristina Mladenovicová vs.  Garbiñe Muguruzaová /  Carla Suárezová Navarrová, 6–3, 6–2